# Оскар Онли
Оскар Едгар Онли (енгл. Oscar Edgar Onley; 13. октобар 2002) британски је професионални бициклиста који тренутно вози за  ворлд тур тим Пикник постнл. Остварио је етапну побједу на екипном хронометру на Вуелта а Еспањи, док је једном Тур де Франс завршио на четвртом мјесту.

## Дјетињство и јуниорска каријера
Рођен је у Лондону, али је одрастао у Келсоу у округу Скотиш Бордерс у Шкотској. Похађао је Лонгриџ тауерс школу и Келсо средњу школу.
Бициклизмом је почео да се бави са десет година и придружио се локалном тиму Келсо велерс, али му је омиљени спорт био крос-контри трчање. Након што је напунио 18 година почео је озбиљније да се бави бициклизмом и почео је јуниорску каријеру, истичући да му више воли да тренира за бициклизам него за трчање.

## Професионална каријера
Године 2019. потписао је двогодишњи уговор са тимом Ван рисел—АГ2Р ла мондијал, који је био развојни тим за ворлд тур тим АГ2Р ла мондијал, али му је сезона 2020. била прекинута због пандемије ковида 19. Године 2021. потписао је уговор са развојним тимом ДСМ, а након што прве сезоне није остварио битније резултате, 2022. је завршио Кро рејс на трећем мјесту у освојио је класификацију за најбољег младог возача. На трци је возио против Јонаса Вингегора, побједника Тур де Франса 2022.  са којим се борио за побједу на неколико етапа. Током двије године које је провео у развојном тиму ДСМ спонторисала га је фондација Рајнер, бившег бициклисте Дејва Рајнера.
Крајем 2022. потписао је петогодишњи уговор са тимом ДСМ—фирмениш, а у својој првој сезони у тиму возио је прву гранд тур трку — Вуелта а Еспању, гдје је био дио тима који је остварио побједу на екипном хронометру на првој етапи. Морао је да напусти трку током друге етапе због пада на којем је сломио кључну кост.
На почетку сезоне 2024. остварио је прву побједу у професионалној каријери, побиједивши на петој етапи на трци Тур даун андер, чији је циљ био на успону Вилунфа хил, а у спринту је побиједио Стивена Вилијамса и Хонатана Нарваеза. Трку је завршио на четвртом мјесту у генералном пласману, 20 секунди иза Вилијамса.
Возио је Тур де Франс 2024., што му је био први наступ на трци и други гранд тур у каријери.. На етапи 17 је отишао у бијег и завршио је на петом мјесту. У бијег је поново отишао на етапи 18 и био је дио деветочлане групе која је стигла до успона Кол де ла Боне, али је отпао током успона. Тур де Франс је завршио на 39 мјесту у генералном пласману и на десетом мјесту у класификацији за најбољег младог возача. У септембру је возио Тур оф Бритејн, на којем је прва етапа стартовала и завршила се у његовом родном граду Келсоу. Трку је завршио на другом мјесту у генералном пласману, иза Вилијамса, уз освојену класификацију за најбољег младог возача. Дана 17. септембра објављено је да је изабран у састав тима за друмску трку на Свјетском првенству у Цириху. Завршио је на 16 мјесту, три минута и 52 секунде иза Тадеја Погачара и био је најбоље пласирани британски возач.
Године 2025. остварио је побједу на петој етапи на Тур де Свис трци, побиједивши у спринту Жоаоа Алмеиду. У наставку је надокнадио вријеме у односу на Жилијена Алафилипа и завршио је на трећем мјесту у генералном пласману, скоро два минута иза Алмеиде. У јулу је возио Тур де Франс, који је завршио на четвртом мјесту у генералном пласману, што му је био најбољи резултат на некој гранд тур трци.